# Lorin Maazel
Lorin Varencove Maazel (Neuilly-sur-Seine (França), 6 de març de 1930 - Virgínia (EUA), 13 de juliol de 2014) va ser un director d'orquestra, violinista i compositor estatunidenc d'origen francès. Director polifacètic i brillant, sempre va mantenir un estret lligam amb la capital francesa.

## Vida i carrera
Maazel va nàixer a Neuilly-sur-Seine, França, de pares jueu-americans que molt aviat van tornar als Estats Units. Des d'infant va demostrar un talent prodigiós per a la música. Va prendre la seua primera classe de direcció d'orquestra als 7 anys i en va fer el seu debut als 8. Als 12 anys va realitzar una gira per Amèrica dirigint les millors orquestres. El seu debut com a violinista va ser als 15 anys. Va estudiar a la Universitat de Pittsburgh.
Va ser el primer director nord-americà a dirigir al Festival de Bayreuth, l'any 1960. Fou director de l'Òpera de Berlín entre els anys 1965 i 1971 i de l'Orquestra Simfònica de la Ràdio de Berlín entre els anys 1965 i 1975
L'any 1972 va ser escollit pels membres de l'Orquestra de Cleveland com a successor de George Szell. Abans del seu nomenament, els músics d'aquesta orquestra es mostraven indiferents respecte de Maazel, ja que segons una enquesta només 2 dels 100 membres de l'orquestra li donaven suport, però la seva elegant i precisa interpretació en el concert de la prova de selecció li va donar la victòria, davant d'una feble interpretació de Szell. Amb aquesta orquestra va realitzar el primer enregistrament complet de l'òpera Porgy and Bess, de George Gershwin
L'any 1982 va deixar l'orquestra de Cleveland. Els anys següents va dirigir l'Orquestra de l'Òpera de Viena (1982 - 1984), l'Orquestra Simfònica de Pittsburgh (1988 - 1996), i l'Orquestra Simfònica de la Ràdio de Baviera (1993 - 2002).
A partir de l'any 2000 va ser assessor de la Càtedra de Violí de l'Escola Superior de Música Reina Sofia de Madrid. L'any 2002 va ser designat successor de Kurt Masur al davant de l'Orquestra Filharmònica de Nova York. Des de l'any 2005 va ser, conjuntament amb Zubin Mehta, director titular del Palau de les Arts Reina Sofia de València.
Mor el 13 de juliol del 2014, a Castleton Farms, Virginia, EUA, a causa de les complicacions causades per una pneumònia.

## Maazel i els concerts de Cap d'Any a Viena
L'any 1980, Lorin Maazel va dirigir per primera vegada el tradicional Concert d'Any Nou de la Filharmònica de Viena, substituint Willi Boskovsky, el qual s'havia retirat després de dirigir-lo ininterrompudament durant 25 edicions (1955 a 1979, ambdues incloses). El va dirigir 10 vegades: 1980, 1981, 1982, 1983, 1984, 1985, 1986, 1994, 1996, 1999 i 2005.

## Càrrecs
| Precedit per: Ferenc Fricsay     | Director Principal, Deutsches Symphonie-Orchester Berlin 1965-1975            | Succeït per: Riccardo Chailly       |
| Precedit per: George Szell       | Director musical, Orquestra de Cleveland 1972-1982                            | Succeït per: Christoph von Dohnányi |
| Precedit per: André Previn       | Director Musical, Orquestra Simfònica de Pittsburgh 1984–1996                 | Succeït per: Mariss Jansons         |
| Precedit per: Sergiu Celibidache | Director Principal, Orquestra Nacional de França 1977–1991                    | Succeït per: Charles Dutoit         |
| Precedit per: Sir Colin Davis    | Director Principal, Orquestra Simfònica de la Radiodifusió Bavaresa 1993–2002 | Succeït per: Mariss Jansons         |
| Precedit per: Kurt Masur         | Director Musical, Orquestra Filharmònica de Nova York 2002–2009               | Succeït per: Alan Gilbert           |
| Precedit per: --                 | Director Principal, Palau de les Arts Reina Sofia de València 2005–2014       | Succeït per: --                     |